# Hans Isaksson (förläggare)
Hans Isaksson, född 25 maj 1942 i Solna församling i Stockholms län, död 22 februari 2015 i Katarina församling i Stockholm, var en svensk litteraturvetare, redaktör och förläggare.
Isaksson var son till civilingenjören och företagsledaren David Isaksson och författaren Ulla Isaksson, ogift Lundberg. Efter studentexamen och akademiska studier i Stockholms blev han filosofie kandidat där 1967. Han disputerade på en avhandling om Lars Gyllensten 1974 och var under många år förläggare på Albert Bonniers förlag. Han var redaktör för Bonniers litterära magasin 1976–1985 samt ansvarig utgivare för samma tidskrift 1978–1990. Isaksson har skrivit en biografi om Werner Aspenström.
Hans Isaksson var från 1970 till sin död gift med psykologen Anna-Lena Hässler (född 1942), dotter till bokbindarmästaren Edvard Hässler och Greta, ogift Eriksson.